# Jean-Daniel Cadinot

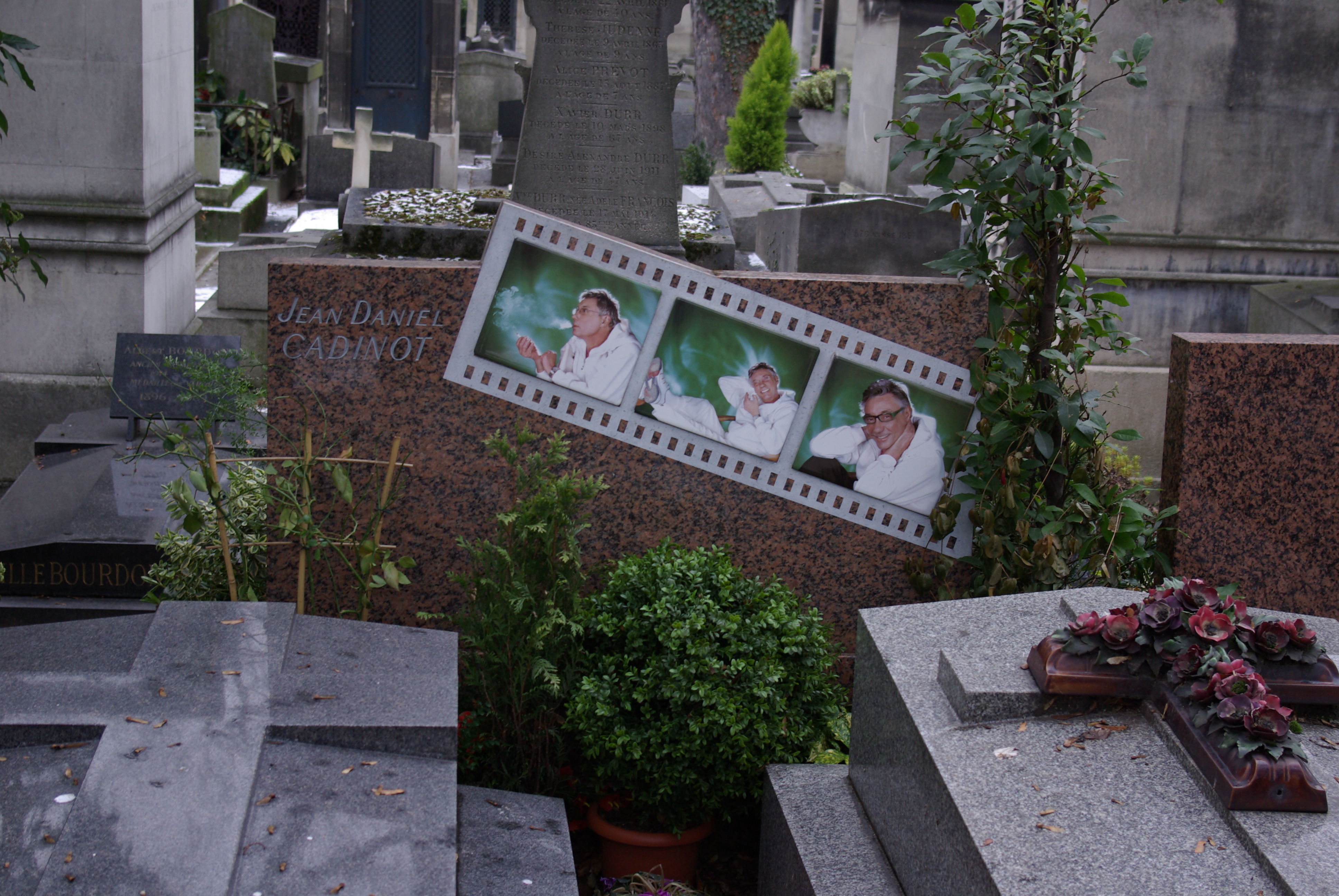
Graf van Cadinot (Montmartre, Parijs)

Jean-Daniel Cadinot (Parijs, 10 februari 1944 – aldaar, 23 april 2008) was een Franse homo-erotische en -pornoregisseur, -filmmaker en -fotograaf. Hij sprak een breed internationaal publiek aan met zijn cinematografische pornografie met een vaak humoristische en luchthartige ondertoon. Zijn ouders waren beide kleermakers.
Aanvankelijk werkte Cadinot vooral als fotograaf, waarbij hij onder meer naam maakte met zijn naaktportretten van bekende Fransen, zoals Yves Navarre en Patrick Juvet. Ook publiceerde hij een zeventiental fotoalbums, waarvan zo'n 250.000 exemplaren verkocht werden. In de jaren tachtig werd hij bekend als filmmaker, waartoe hij zijn eigen filmbedrijf oprichtte, French Art.  In 28 jaar verschenen 71 pornofilms van hoge kwaliteit die zich kenmerken door veel openluchtopnames, natuurschoon en een verhaallijn. Zijn acteurs zijn zowel Franse als Noord-Afrikaanse jongens.
In april 2008 overleed Jean-Daniel Cadinot ten gevolge van een hartinfarct op 64-jarige leeftijd.

## Filmografie
| - Tendres Adolescents (1980) - Stop (1980) - Hommes De Chantier (1980) - Garçons De Rêves (1981) - Les Hommes préfèrent les Hommes (1981) - Scouts (1981) - Aime... Comme Minet (1982) - Garçons De Plage (1982) - Sacré Collège (1983) - Age Tendre et Sexes Droits (1983) - Charmants Cousins (1983) - Harem (1984) - Le Jeu De Pistes (1984) - Les Minets Sauvages (1984) - Stop Surprise (1984 - Classe De Neige (1985) - Top Models (1985) - L'Amour Jaloux (1986) - Le Garçon Près De La Piscine (1986) - Sous Le Signe De L'Etalon (1986) - Le Voyage A Venise (1986) - Chaleurs (1987) - Deuxième Sous-sol (1987) - Escalier de Service (1987) - Pension Complète (1988) - Séance Particulière (1988) - La Main Au Feu (1989) - Crash Toujours (1989) - Le Désir En Ballade (1989) - Le Coursier (1990) - Service Actif génial(1990) - Service Actif II (1991) - Gamins De Paris (1992) - La Maison Bleue (1992) - Tequila (1993) - Corps D'Elite (1993) | - L'Expérience Inédite (1993) - Maurice Et Les Garçons (1994) - Les Minets De L'Info (1994) - Musée Hom (1994) - Paradisio Inferno (1994) - Garçons D'Etage (1995) - Garçons D'Etage II (1996) - Pressbook (1996) - Coup De Soleil (1996) - Désirs Volés (1996) - L'Insatiable (1997) - Techno Boys (1997) - État D'Urgence (1998) - Macadam (1998) - Sortie De Secours (1998) - Squat (1999) - Safari City (1999) - S.O.S. (1999) - C'est La Vie (2000) - Double En Jeu (2000) - Sans Limite (2000) - Cours Privés (2002) - Mon Ami, Mes Amants (2002) - Crescendo (2003) - Secrets de Famille (2004) - Hammam (2004) - Nomades 1 Bazaar Hotel (2005) - Plaisirs D'Orient (2005) - Les Portes du Desir (2006) - Princes Pervers ( 2006) - Tentations de Sodome ( 2006) - Parfums Erotiques (2007) - Trésors secrets (2007) - Duos de Choc (2008) - Subversion (2008) - Le Culte d'Eros (2009) |